# Playa de La Caleta (Villajoyosa)
La playa de la Caleta es una playa de arena y cantos del municipio de Villajoyosa en la provincia de Alicante (España).
Esta playa limita al norte con la playa del Esparrelló y al sur con la cala del Charco y tiene una longitud de 139 m, con una amplitud de 20 m.
Se sitúa en un entorno semiurbano, disponiendo de acceso por calle y carretera. No cuenta con paseo marítimo y aparcamiento en un camino de tierra. Es una playa balizada.
- Esta playa cuenta con el distintivo de Bandera Azul